# اينار يورغنسن
اينار يورغنسن هو سياسي نرويجي، ولد في 12 يونيو 1875 في كريستيانساند في النرويج، وتوفي في 13 مايو 1944. نشط حزبياً في الحزب الليبرالي. وقد انتخب عضو برلمان النرويج ‏ عن دائرة Market towns of Vest-Agder and Rogaland counties ‏ وقد انضم خلال فترته النيابية ‏ (1928 – 1930) للكتلة البرلمانية الحزب الليبرالي.